# Allmendingen bei Bern
Allmendingen bei Bern (oficialmente, Almendingen) es una comuna suiza situada en el distrito administrativo de Berna-Mittelland, en el cantón de Berna. Tiene una población estimada, a fines de 2022, de 566 habitantes.